# 橋本岳
橋本岳（日語：橋本岳，1974年2月5日—），日本政治人物，眾議院議員，隸屬於自由民主黨。現任厚生勞動省副大臣。父親是曾任日本內閣總理大臣的橋本龍太郎。

## 生平
1974年出生于岡山縣總社市，1996年毕业于慶應義塾大學。1998年4月进入三菱综合研究所。2005年9月起担任日本众议院议员。2014年9月担任厚生劳动大臣政务官，2016年8月起担任厚生勞動省副大臣。

## 外部連結
- 官方網站 （页面存档备份，存于）（日語）